# گلوکوبراسیسین

ساختار گلوکوبراسیسین

گلوکوبراسیسین (به انگلیسی: Glucobrassicin) با فرمول شیمیایی C۱۶H۱۹N۲O۹S۲- یک ترکیب شیمیایی با شناسه پاب‌کم ۹۶۰۱۱۰۱ است؛ که جرم مولی آن ۴۴۷٫۴۶ g/mol می‌باشد.

تجزیه گلوکوبراسیسین موجب تولید I3C (ایندول-۳-کاربینول) می‌شود.